# Yustin Arboleda
Yustin Arboleda Buenaños (ur. 18 września 1991 w Bagadó) – honduraski piłkarz pochodzenia kolumbijskiego występujący na pozycji napastnika, reprezentant Hondurasu, od 2020 roku zawodnik honduraskiej Olimpii.
W sierpniu 2024 otrzymał honduraskie obywatelstwo po ponad ośmiu latach zamieszkiwania w tym kraju i niedługo potem rozpoczął występy w reprezentacji Hondurasu.